# Грегурич-Брег
Грегурич-Брег (хорв. Gregurić Breg) — населений пункт у Хорватії, у Загребській жупанії у складі міста Самобор.

## Населення
Населення за даними перепису 2011 року становило 118 осіб.
Динаміка чисельності населення поселення:

## Клімат
Середня річна температура становить 9,50 °C, середня максимальна – 22,99 °C, а середня мінімальна – -5,61 °C. Середня річна кількість опадів – 1123 мм.
| Клімат поселення                              | Клімат поселення | Клімат поселення | Клімат поселення | Клімат поселення | Клімат поселення | Клімат поселення | Клімат поселення | Клімат поселення | Клімат поселення | Клімат поселення | Клімат поселення | Клімат поселення | Клімат поселення |
| Показник                                      | Січ.             | Лют.             | Бер.             | Квіт.            | Трав.            | Черв.            | Лип.             | Серп.            | Вер.             | Жовт.            | Лист.            | Груд.            |                  |
| Середній максимум, °C                         | 6,05             | 7,10             | 10,89            | 14,86            | 19,74            | 22,99            | 21,72            | 21,20            | 17,49            | 12,66            | 7,31             | 3,84             |                  |
| Середня температура, °C                       | 0,21             | 1,27             | 5,06             | 9,05             | 13,90            | 17,17            | 18,91            | 18,39            | 14,69            | 9,84             | 4,50             | 1,01             |                  |
| Середній мінімум, °C                          | −5,61            | −4,54            | −0,77            | 3,22             | 8,07             | 11,33            | 16,12            | 15,59            | 11,89            | 7,04             | 1,70             | −1,78            |                  |
| Норма опадів, мм                              | 56               | 61               | 77               | 87               | 95               | 122              | 106              | 108              | 110              | 107              | 110              | 84               |                  |
| Середньомісячна швидкість вітру, м/с          | 1.74             | 1.87             | 2.23             | 2.17             | 2.06             | 1.83             | 1.76             | 1.68             | 1.62             | 1.74             | 1.84             | 1.81             |                  |
| Середньомісячна сонячна радіація, кДж/м²·день | 4232             | 6946             | 10455            | 14782            | 18746            | 20570            | 21429            | 18558            | 13772            | 8779             | 4665             | 3439             |                  |
| --------------------------------------------- | ---------------- | ---------------- | ---------------- | ---------------- | ---------------- | ---------------- | ---------------- | ---------------- | ---------------- | ---------------- | ---------------- | ---------------- | ---------------- |
| Джерело:                                      |                  |                  |                  |                  |                  |                  |                  |                  |                  |                  |                  |                  |                  |